# Demi Lovato Summer Tour 2009
A Summer Tour 2009 foi a segunda turnê da cantora Demi Lovato. A turnê percorreu os Estados Unidos, passando por 44 cidades, entre 21 de junho e 21 de agosto de 2009. David Archuleta fez a abertura dos shows, exceto em algumas datas, quando teve concertos fora da turnê. KSM e Jordan Pruitt também apareceram em datas selecionadas, como convidados especiais.
A turnê foi realizada para divulgação do segundo álbum de Lovato, Here We Go Again, embora ela também tenha apresentado canções de seu álbum de estréia, Don't Forget, e um cover de Aretha Franklin, "(You Make Me Feel Like) A Natural Woman".

## Bandas de abertura
- David Archuleta (Demi Lovato Summer Tour 2009)
- KSM
- Jordan Pruitt

### David Archuleta
1. "Touch My Hand"
2. "Waiting for Yesterday"
3. "My Hands"
4. "You Can"
5. "Works For Me"
6. "A Little Too Not Over You"
7. "Don't Let Go"
8. "Barriers"
9. "Apologize" (cover de One Republic)
10. "Zero Gravity"
11. "Crush"

### KSM
1. "I Want You to Want Me"
2. "Saturdays and Sundays"
3. "Don't Rain on My Parade"
4. "Distracted"
5. "Read Between The Lines"

### Jordan Pruitt
1. "Jump to the Rhythm"
2. "Don't Lose Yourself"
3. "Outside Looking In"
4. "My Shoes"
5. "One Love"

## Set List

### Demi Lovato
1. "La La Land"
2. "So Far So Great"
3. "Quiet" (Apenas no primeiro show)
4. "Gonna Get Caught"
5. "U Got Nothing On Me"
6. "Got Dynamite" (Apenas no primeiro show)
7. "Party"
8. "Trainwreck"
9. "Catch Me"
10. "This Is Me" (adicionada no show do dia 1 de Julho)
11. "Until You're Mine"
12. "Solo"
13. "Stop the World"
14. "Two Worlds Collide"
15. "(You Make Me Feel Like) A Natural Woman" (cover de Aretha Franklin)
16. "Behind Enemy Lines"
17. "Everytime You Lie"
18. "Remember December"
19. "Here We Go Again"

Encore:
1. "Don't Forget"
2. "Get Back"

## Datas

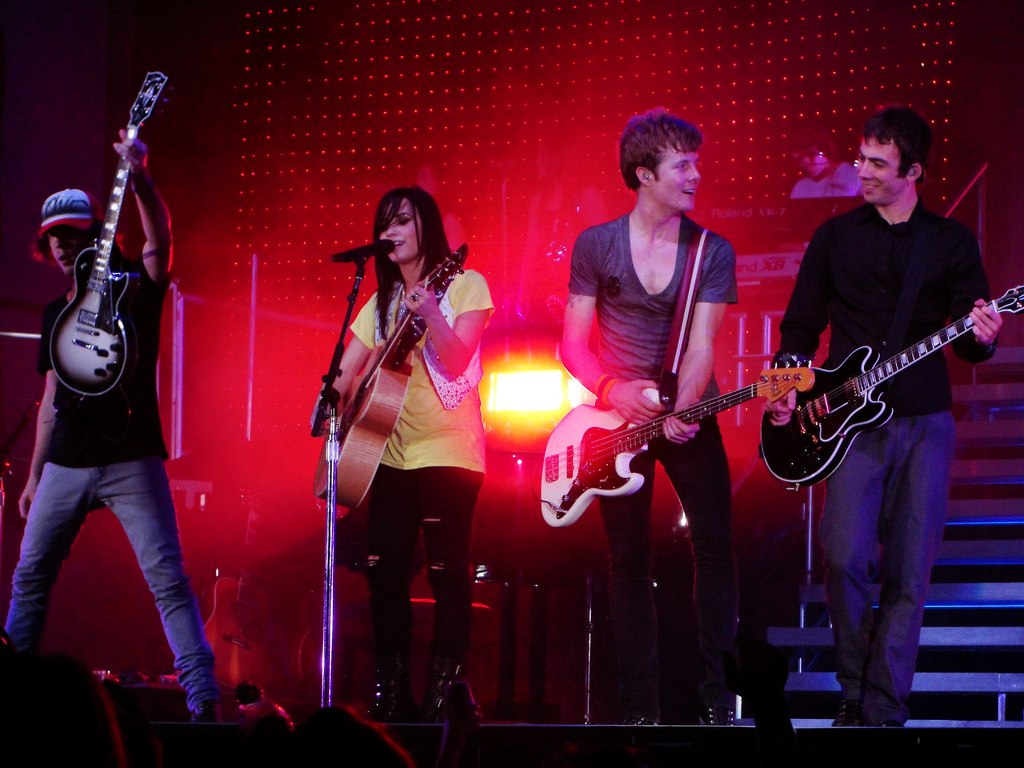
Lovato e sua banda, durante a passagem da turnê por Wisconsin.

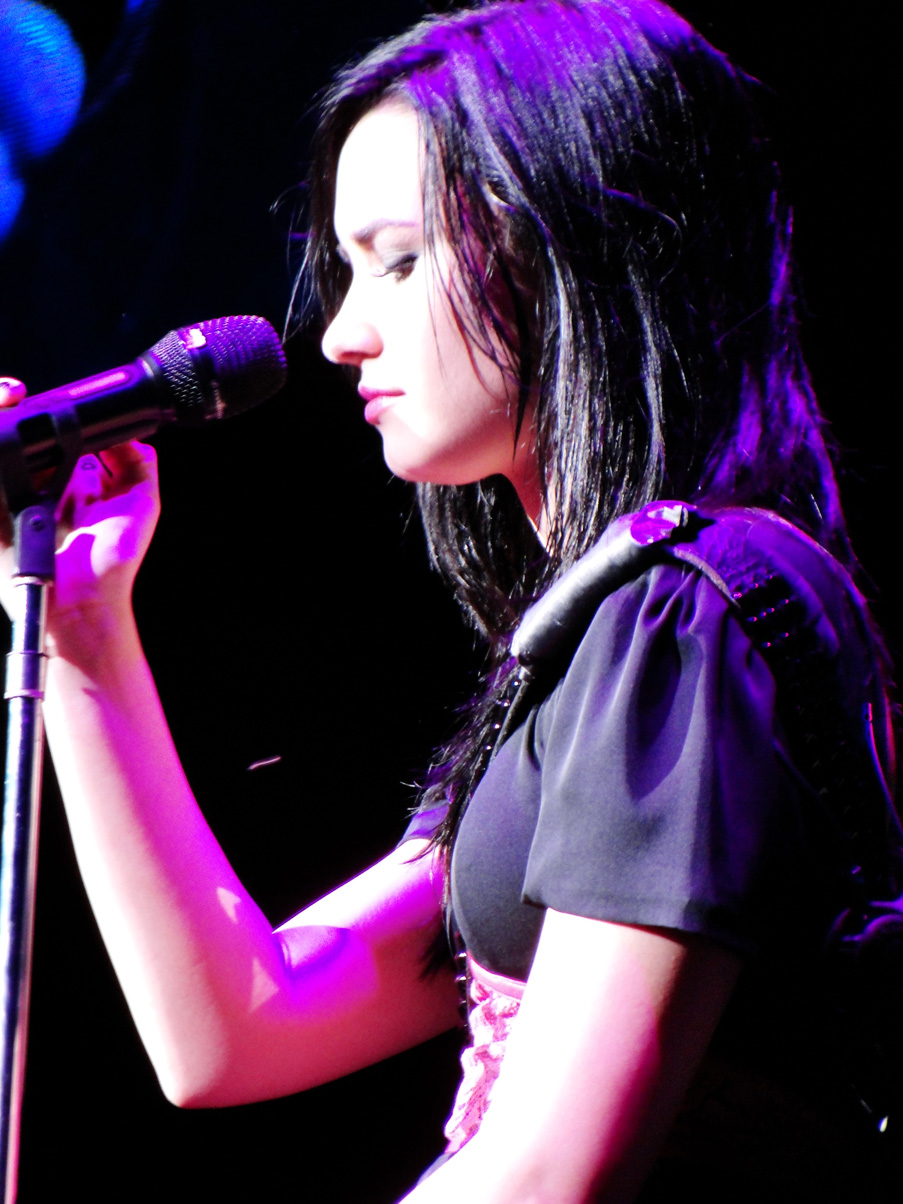
Demi Lovato durante a última apresentação da Summer Tour, no Star Pavilion, Pensilvânia.

| Data                 | Cidade                        | País           | Local                          |
| -------------------- | ----------------------------- | -------------- | ------------------------------ |
| América do Norte     |                               |                |                                |
| 21 de junho de 2009  | Hartford, Connecticut         | Estados Unidos | XL Center                      |
| 22 de junho de 2009  | Wilkes-Barre, Pensilvânia     | Estados Unidos | Wachovia Arena                 |
| 24 de junho de 2009  | Uniondale, Nova Iorque        | Estados Unidos | Nassau Coliseum                |
| 25 de junho de 2009  | Newark, Nova Jersey           | Estados Unidos | Prudential Center              |
| 26 de junho de 2009  | Boston, Massachusetts         | Estados Unidos | Agganis Arena                  |
| 27 de junho de 2009  | Filadélfia, Pensilvânia       | Estados Unidos | Mann Music Theater             |
| 29 de junho de 2009  | Duluth, Geórgia               | Estados Unidos | The Arena                      |
| 1 de julho de 2009   | Lafayette, Luisiana           | Estados Unidos | Cajundome                      |
| 2 de julho de 2009   | Little Rock, Arkansas         | Estados Unidos | Alltell Arena                  |
| 3 de julho de 2009   | Houston, Texas                | Estados Unidos | Reliant Arena                  |
| 5 de julho de 2009   | Grand Prairie, Texas          | Estados Unidos | Nokia Theatre at Grand Prairie |
| 6 de julho de 2009   | Tulsa, Oklahoma               | Estados Unidos | BOK Center                     |
| 9 de julho de 2009   | Glendale, Arizona             | Estados Unidos | Jobing.com Arena               |
| 10 de julho de 2009  | Fresno, Califórnia            | Estados Unidos | Save Mart Center               |
| 11 de julho de 2009  | San José, Califórnia          | Estados Unidos | SJ Events Center               |
| 13 de julho de 2009  | Portland, Oregon              | Estados Unidos | Rose Garden                    |
| 14 de julho de 2009  | Seattle, Washington           | Estados Unidos | WaMu Theater                   |
| 16 de julho de 2009  | Sacramento, Califórnia        | Estados Unidos | ARCO Arena                     |
| 17 de julho de 2009  | Los Angeles, Califórnia       | Estados Unidos | Nokia Theatre                  |
| 18 de julho de 2009  | Las Vegas, Nevada             | Estados Unidos | Orleans Arena                  |
| 20 de julho de 2009  | Denver, Colorado              | Estados Unidos | Wells Fargo Theater            |
| 22 de julho de 2009  | Kansas City, Missouri         | Estados Unidos | Sprint Center                  |
| 24 de julho de 2009  | Chicago, Illinois             | Estados Unidos | Allstate Arena                 |
| 25 de julho de 2009  | Cincinnati, Ohio              | Estados Unidos | US Bank Arena                  |
| 27 de julho de 2009  | Cleveland, Ohio               | Estados Unidos | Wolstein Center                |
| 28 de julho de 2009  | Harrington, Delaware          | Estados Unidos | Delaware State Fair            |
| 29 de julho de 2009  | Greensboro, Carolina do Norte | Estados Unidos | Greensboro Coliseum            |
| 31 de julho de 2009  | Tampa, Flórida                | Estados Unidos | St. Pete Times Forum           |
| 1 de agosto de 2009  | Fort Lauderdale, Flórida      | Estados Unidos | BankAtlantic Center            |
| 2 de agosto de 2009  | Orlando, Flórida              | Estados Unidos | Amway Arena                    |
| 4 de agosto de 2009  | Greenville, Carolina do Norte | Estados Unidos | Bi-Lo Center                   |
| 5 de agosto de 2009  | Louisville, Kentucky          | Estados Unidos | Broadbent Arena                |
| 6 de agosto de 2009  | Columbus, Ohio                | Estados Unidos | Ohio State Fair                |
| 8 de agosto de 2009  | Minneapolis, Minnesota        | Estados Unidos | Target Center                  |
| 9 de agosto de 2009  | West Allis, Wisconsin         | Estados Unidos | Wisconsin State Fair           |
| 10 de agosto de 2009 | Indianápolis, Indiana         | Estados Unidos | Indiana State Fair             |
| 12 de agosto de 2009 | Nashville, Tennessee          | Estados Unidos | Sommet Center                  |
| 13 de agosto de 2009 | St. Louis, Missouri           | Estados Unidos | Chaifetz Arena                 |
| 14 de agosto de 2009 | Moline, Illinois              | Estados Unidos | iWireless Center               |
| 15 de agosto de 2009 | Omaha, Nebraska               | Estados Unidos | Qwest Center                   |
| 17 de agosto de 2009 | Grand Rapids, Michigan        | Estados Unidos | Van Andel Arena                |
| 18 de agosto de 2009 | Clarkston, Michigan           | Estados Unidos | DTE Energy Music Theater       |
| 20 de agosto de 2009 | Fairfax, Virgínia             | Estados Unidos | Patriot Center                 |
| 21 de agosto de 2009 | Hershey, Pensilvânia          | Estados Unidos | Star Pavilion                  |

## Boxscore
| Local                               | Cidade                   | Ingressos Vendidos / Disponíveis | Arrecadação  |
| ----------------------------------- | ------------------------ | -------------------------------- | ------------ |
| XL Center                           | Hershey, CT              | 4,438 / 5,102 (87%)              | US$192,065   |
| Wachovia Arena                      | Wilkes-Barre, PA         | 2,513 / 4,497 (55%)              | US$115,499   |
| Nassau Veterans Memorial Coliseum   | Uniondale, NY            | 7,138 / 8,101 (88%)              | US$351,055   |
| Prudential Center                   | Newark (Nova Jérsia), NJ | 5,645 / 6,459 (87%)              | US$281,448   |
| Agganis Arena                       | Boston, MA               | 4,310 / 5,087 (84%)              | US$193,272   |
| Mann Center for the Performing Arts | Philadelphia, PA         | 2,247 / 4,382 (51%)              | US$114,358   |
| Arena at Gwinnett Center            | Duluth, GA               | 4,329 / 4,744 (91%)              | US$160,893   |
| Cajundome                           | Lafayette, LA            | 3,498 / 4,186 (83%)              | US$155,451   |
| Verizon Arena                       | North Little Rock, AR    | 2,739 / 4,545 (60%)              | US$108,778   |
| Reliant Arena                       | Houston, TX              | -                                | -            |
| NOKIA Theatre                       | Grand Prairie, TX        | 3,216 / 6,001 (53%)              | US$151,648   |
| BOK Center                          | Tulsa, OK                | 2,440 / 4,198 (58%)              | US$96,581    |
| Jobing.com Arena                    | Glendale, AZ             | 3,289 / 5,111 (64%)              | US$124,482   |
| Save Mart Center                    | Fresno, CA               | 3,671 / 3,788 (96%)              | US$132,811   |
| Event Center Arena                  | San Jose, CA             | 2,908 / 3,718 (78%)              | US$124,859   |
| WaMu Theater                        | Seattle, WA              | 2,191 / 2,841 (77%)              | US$106,724   |
| ARCO Arena                          | Sacramento, CA           | 3,275 / 3,344 (97%)              | US$128,781   |
| Nokia Theatre L.A. LIVE             | Los Angeles, CA          | 6,090 / 6,096 (99,9%)            | US$302,077   |
| Orleans Arena                       | Las Vegas, NV            | -                                | -            |
| Wells Fargo Theatre                 | Denver, CO               | 2,801 / 3,986 (70%)              | US$120,188   |
| Sprint Center                       | Kansas City, MO          | 2,415 / 4,355 (55%)              | US$106,744   |
| Allstate Arena                      | Rosemont, IL             | 5,508 / 6,022 (91%)              | US$276,260   |
| U.S. Bank Arena                     | Cincinnati, OH           | 3,077 / 4,780 (64%)              | US$112,576   |
| Wolstein Center                     | Cleveland, OH            | 2,572 / 4,124 (62%)              | US$102,059   |
| Delaware State Fair                 | Harrington, DE           | -                                | -            |
| Greensboro Coliseum                 | Greensboro, NC           | 3,178 / 3,552 (89%)              | US$123,850   |
| St. Pete Times Forum                | Tampa, FL                | -                                | -            |
| BankAtlantic Center                 | Sunrise, FL              | 5,919 / 6,557 (90%)              | US$299,123   |
| Amway Arena                         | Orlando, FL              | 5,431 / 5,609 (96%)              | US$220,598   |
| Bi-Lo Center                        | Greenville, SC           | 3,274 / 3,943 (83%)              | US$126,157   |
| Target Center                       | Minneapolis, MN          | 3,513 / 5,112 (68%)              | US$144,752   |
| Wisconsin State Fair                | West Allis, WI           | -                                | -            |
| Indiana State Fair                  | Indianapolis, IN         | -                                | -            |
| Sommet Center                       | Nashville, TN            | 2,646 / 4,724 (56%)              | US$101,026   |
| Chaifetz Arena                      | St. Louis, MO            | 2,395 / 3,493 (68%)              | US$95,699    |
| iWireless Center                    | Moline, IL               | 3,262 / 4,116 (79%)              | US$126,393   |
| Qwest Center                        | Omaha, NE                | 3,596 / 5,022 (71%)              | US$127,468   |
| DTE Energy Music Center             | Clarkston, MI            | 4,840 / 5,785 (83%)              | US$213,517   |
| Patriot Center                      | Fairfax, VA              | 5,129 / 6,517 (78%)              | US$211,120   |
| Star Pavillion                      | Hershey, PA              | -                                | -            |
| TOTAL                               | TOTAL                    | 123,493 / 159,897 (77%)          | US$5,348,312 |

## Fall Tour 2009
A Fall Tour 2009 consiste na realização de três shows da Summer Tour 2009 que foram remarcados para outubro e novembro de 2009. Portanto, trata-se de uma continuação da turnê anterior, com a mesma set list. As três apresentações contaram com a participação apenas de David Archuleta.

### Datas
| Data                  | Cidade                     | Local                  |
| --------------------- | -------------------------- | ---------------------- |
| 29 de outubro de 2009 | Manchester, Nova Hampshire | Verizon Wireless Arena |
| 30 de outubro de 2009 | Providence, Rhode Island   | Dunkin' Donuts Center  |
| 1 de novembro de 2009 | Atlantic City, Nova Jérsei | Etess Arena            |

### Arrecadação
| Local                  | Cidade              | Ingressos Vendidos / Disponíveis | Receita  |
| ---------------------- | ------------------- | -------------------------------- | -------- |
| Donuts Center          | Providence, R.I.    | 6,132 / 6,132 (100%)             | $243,381 |
| Mark Etess Arena       | Atlantic City, N.J. | 4,847 / 4,847 (100%)             | $240,507 |
| Verizon Wireless Arena | Manchester, N.H.    | 4,493 / 5,400 (83%)              | $196,542 |
| TOTAL                  | TOTAL               | 15,472 / 16,379 (94%)            | $680,430 |